# Philippe Derlet
Philippe Derlet, né le 6 juin 1972, est un comédien et metteur en scène belge de langue française.

## Biographie
Philippe Derlet a passé son enfance à Aubange (province de Luxembourg) mais  il vit aujourd'hui à Éghezée (province de Namur).
Sorti, en 1993, du Conservatoire royal de Liège avec un Premier Prix en art dramatique et, en 1994, du Conservatoire royal de Bruxelles avec un prix en Déclamation, Philippe Derlet continue sa formation de comédien avec des professeurs tels que Bruce Ellison, Arcadii Poupone, Norman Taylor, Yoshi Oida ou la Scuola Commedia dell'Arte d'Antonio Fava.
Entre 1996 et 2006, il participe à plusieurs spectacles du Théâtre Poème animé par Monique Dorsel.
Souhaitant se marier à une date spéciale, Philippe Derlet choisit avec sa future épouse, un 29 février comme date de mariage.  Dans le même délire d'originalité, ils confirment leurs vœux le premier avril suivant.
Il rejoint la Ligue d’improvisation belge (LIB) et participe au coaching de jouteurs.
Il joue dans le Théâtre Jeune Public, notamment « Oui ou Non » de Marie-Francine Hébert pour la compagnie de l'Anneau.
Comédien et lecteur, Philippe Derlet, signe également plusieurs mises en scène (ou collaboration à la mise en scène), anime des stages de théâtre ou d'initiation au cirque, y compris pour les enfants.
En 2007, il participe en qualité d'assistant-réalisateur au film-documentaire Le Festival National de Comédies de Galati, réalisé par Armand Richelet-Kleinberg (voir Charles Kleinberg).
En 2006, 2007 et 2010, il participe au Festival d'Avignon. En 2010, il est sélectionné pour y représenter la Province belge du Luxembourg,.
Il est membre de l'association Le Plaisir du Texte, fondée en 1992.  Ce groupe de comédiens-récitants amoureux de belles lettres propose des spectacles généralement en lecture, parfois accompagnés de musiciens.  Il est également membres de l'Union des artistes du Spectacle.
En 2014, création de Odyssée 2014 à Oradea (Roumanie), spectacle qui mêle cinéma-3D, théâtre et marionnettes traditionnelles.  Réalisation : Armand-Richelet-Kleinberg. Voix off en compagnie de Suzy Falk, Alain-Guy Jacob, Denise Schwab, Hoonaz  Ghajallu...
En tant que pédagogue, il enseigne le théâtre dans plusieurs écoles.  
Il est également l'auteur de plusieurs textes dramaturgiques et essais.  Le Théâtre d'appartement, Les Trublions du Bois-Moreau, Autobiographie impersonnelle d'une autre famille qui n'a peut-être jamais existé..., 100 hésitations, etc.

## Spectacles

### Comédien
- 1991-1992 : En attendant Godot, de Samuel Beckett au Théâtre de l'Étuve et aux Rencontres Internationales de Théâtre Contemporain[21] ainsi qu'au Festival de Stavelot.
- 1992 : Le Médecin malgré lui, de Molière.
- 1992-1993 : Un heureux événement, de Sławomir Mrożek au Théâtre de l'Étuve.
- 1993 : Simenon, un homme connu pour sa notoriété, avec Philippe Peters, Jean-Luc Couchard...
- 1993 : Les Bâtisseurs d'empire ou Le Schmürz, de Boris Vian, mis en scène par Nicolas Ancion, au Théâtre de la Place (Liège).
- 1994-1995 : Peter Pan d'après James M. Barrie, mis en scène par Bruno Bulté chez Del Diffusion, avec Stéphanie Coerten, Stéphane Custers, André Debaar, Philippe Derlet, Gudule[22],[23].
- 1996 : Éclats de Catherine Anne dans une mise en scène de Xavier Dumont[24].
- 1995-1996 : Pinocchio d'après Carlo Collodi, mis en scène par Bruno Bulté chez Del Diffusion[25],[26].
- 1996 : L'Écume des jours, d'après le roman de Boris Vian adapté par Bernard Damien.
- 1997 : Rendez-vous Contes ! au Théâtre la Samaritaine, mis en scène par Muriel Lejust, avec Sifiane El Asad, Patrice Mincke, Marie Van R et Laurant Adam (musique).
- 1998-1999 : La Dispute de Marivaux, dans une mise en scène de Jean Loubry.
- 1999 : Elle est là de Nathalie Sarraute au Théâtre Poème, mis en scène par Xavier Dumont.
- 2001-2002 : Symphonie inachevée en démineur opus Ier de Lucien Thétique (conception et jeu)[27],[28].
- De 2002 à 2005 : Les Héros de chez nous[29], spectacle de textes d'écrivains belges[30], mis en scène par Monique Lenoble avec le Théâtre Poème et José Géal du Théâtre royal de Toone.
- De 2003 à 2006 : Le Bonheur est dans le pré[31], spectacle de textes de Horace et de Virgile, mis en scène par Sue Blackwell.
- 2003-2004 : MA révolution de 1830, d'après Alexandre Dumas adapté par Émile Lanc, au Théâtre Poème[32].
- 2005-2006 : Le Rire de Rabelais[33], adapté par Émile Lanc, au Théâtre Poème.
- 2004 - 2006 : Un soir au Lapin à Gill, spectacle de cabaret avec le Théâtre Poème[34].
- 2007 : Vélocité, c'est quoi l'amour ?
- 2007-2019 : Thésée, une légende grecque[35],[36], pièce de théâtre d'appartement agrémentée de textes de Michel Déon, Euripide et André Gide[37],[38],[39].
- 2012 : Persona non grata, de Aurélie Lannoy au Cuberdon Théâtre (Bruxelles)[40].
- 2018 : La fin du monde est pour demain, ou pas, improvisation humoristique, Plume Studios. Avec Anne Radovic, Mathilde Elie, Léa Solavre, Christophe Chaudier, Gino Ladowitch...
- 2010-2020 : Verlaine de Xavier Dumont et Philippe Derlet, un spectacle de poèmes, de proses et de lettres qu'illustre sa biographie[41],[42],[43].
- 2020 : Nos Femmes d'Éric Assous.

### Comédien récitant
- 1993 : Maison commune, de Yves Laplace, mis en voix par Alain-Guy Jacob pour le Magasin d'Écritures Théâtrales au théâtre du Résidence Palace
- 1994 : P.P.P. crucifié, fiction radiophonique mise en onde par Frédéric Roels
- 2001 : Les Dents, de Stanislas Cotton, mis en voix par Laure Bourgknecht pour les Éditions Lansman
- 2004 : Le Prince de Ligne, mis en voix par Christian Léonard dans le cadre des Scènes à Seneffe
- 2004 : Le Monologue de Momos, de Kóstas Várnalis, mis en voix par Sue Blackwell, au Théâtre Poème
- Depuis 2006, plusieurs récitals avec le « Plaisir du texte », pour la Fureur de lire[44]
- Différentes lectures de presse pour Valérie de Changy (Fils de Rabelais), Rose Nollevaux (Les Voyelles d'Arthur, L'Oblique des continents), In Koli Jean Bofane (Mathématiques congolaises), Jean-Claude Servais, Vincent Engel...

### Théâtre jeune public
- 1997 : Rendez-vous Contes de…,  à La Samaritaine, mis en scène par Nejib Ben Amar, avec Isabelle Byloos, Philippe Derlet, Gaëtan Faïk, Michel Hinderyckx, Véronique Van de Ven et Quentin Dujardin (musique).
- De 1997 à 2000 : tournée internationale du spectacle Oui ou non, de Marie-Francine Hébert, mis en scène par Ariane Buhbinder[45],[46].
- 1999 : Rendez-vous Contes du Troisième Type, sur un texte de l'auteur belgo-palestinien Sifiane El Asad, mis en scène par Nejib Ben Amar, avec Philippe Peters, Giovanna Cadeddu, Stéphanie Coerten, Isabelle Renzetti, Claudie Rion, Philippe Derlet (voix off) et Quentin Dujardin (musique). Les représentations ont eu lieu à La Samaritaine (salle de spectacle).
- De 2002 à 2005 : Les Héros de chez nous[47], spectacle de textes d'auteurs belges (des anciens aux modernes, de la poésie au surréalisme, du théâtre au roman, de Herman Closson à Charles De Coster en passant par Jean-Pierre Verheggen). Mise en scène de Monique Lenoble avec le Théâtre Poème et José Géal du Théâtre royal de Toone.
- 2007-2008 : Son Petit Royaume, textes choisis de Julos Beaucarne, Raoul Dugay et Victor Hugo (première le 3 mai 2007[48], reprise le 19 août 2007[49]).
- 2008 : Rêve de papier[50] de Pascal Mitsuru Guéran.
- 2011-2012 : Quand les vagues murmurent...[51] avec Pascal Guéran (Spectacle de marionnettes avec la Compagnie Les Porteurs de Rêves)[52].

### Théâtre de rue
- 1996-2003 : L'Homme aux valises[53],[54] (repris en salle en 2007[55]).
- 2001-2002 : Symphonie inachevée en dé mineur, opus 1er de Lucien Thétique[56].
- 2003-2004 : Lucien Thétique ne conte pas pour rien[57].

### Mises en scène
- 1999 : La Planète bleue sera... (mais il semble urgent de se retrousser les manches !) avec Philippe Peters, Aïcha Aït-Taïb, Claudie Rion, Laurence Voreux et Juan Marquez.
- 2000 : Entre-nous, de Vincent Pagé[58].
- 2002 : Maison frontière, de Sławomir Mrożek.
- 2004 : Sans cérémonie, de Jacques Vilfrid et Jean Girault[6].
- 2006 : Le Pro-fête, de Armand Richelet-Kleinberg.
- 2007 : L'homme à la caméra.  Création cinématographique mise en scène au théâtre des Corps-Saints (Avignon). Écriture et scénario en compagnie de Armand Richelet-Kleinberg, mise en scène Philippe Derlet, jeu scénique de Armand Richelet.
- 2008 : Halloween à la Grotte La Merveilleuse à Dinant : conceptualisation et coaching des comédiens pour la visite de la grotte en compagnie de lutins, fantômes et autres sorcières.
- 2015 : Toc toc de Laurent Baffie.
- 2016 : Aux 100 dessous de Denis Moreau.
- 2017 : Béatrice Herman et Serge Fivet, comédie dramatique (une dizaine de représentations entre 2016 et 2017).
- 2017 : S.O.S. Vérité de Pierre Thoreau.
- 2017 : Les Trublions du Bois-Moreau de Suzanna Rosti.
- 2017 : mise en espace de Les 10 ans de la Maison communale de Grand-Leez. Écriture du texte, mise en scène du spectacle, mise en espace du son et lumière, des chorales et groupes de danses[59].
- 2019 : Le Mas légué de Thierry et Aurélie Bernier.
- 2020 : L'Intoxe, comédie de Françoise Dorin.

### Compagnie
- En 2006, il fonde et anime la compagnie On n'est pas sérieux quand on a dit : « C'est tant ! »[60],[61].

### Médiagraphie

#### Films documentaires
- Galati, Festival National de Comédie (Roumanie), un documentaire de Armand Richelet-Kleinberg, production Charles Kleinberg (2007).
- Une série vidéo en quatre épisodes sur les économies d’énergie.  Rôle : Monsieur Loyal. Réalisateur : Jean-Philippe Delobel.  Son : Clément Josse. Images : Jérémia Degimbre. Production : Concordances ASBL (2018), en collaboration avec le CPAS de Soignies.